# Strauchiger Salbei
Der Strauchige Salbei (Salvia leucantha), auch Samt-Salbei und Mexikanischer Strauch-Salbei genannt, ist eine Pflanzenart aus der Gattung Salbei (Salvia) innerhalb der Familie der Lippenblütler (Lamiaceae). Der ausdauernde, immergrüne Halbstrauch ist in Mittelamerika beheimatet und in vielen tropischen und subtropischen Ländern als Zierpflanze verbreitet.

## Beschreibung

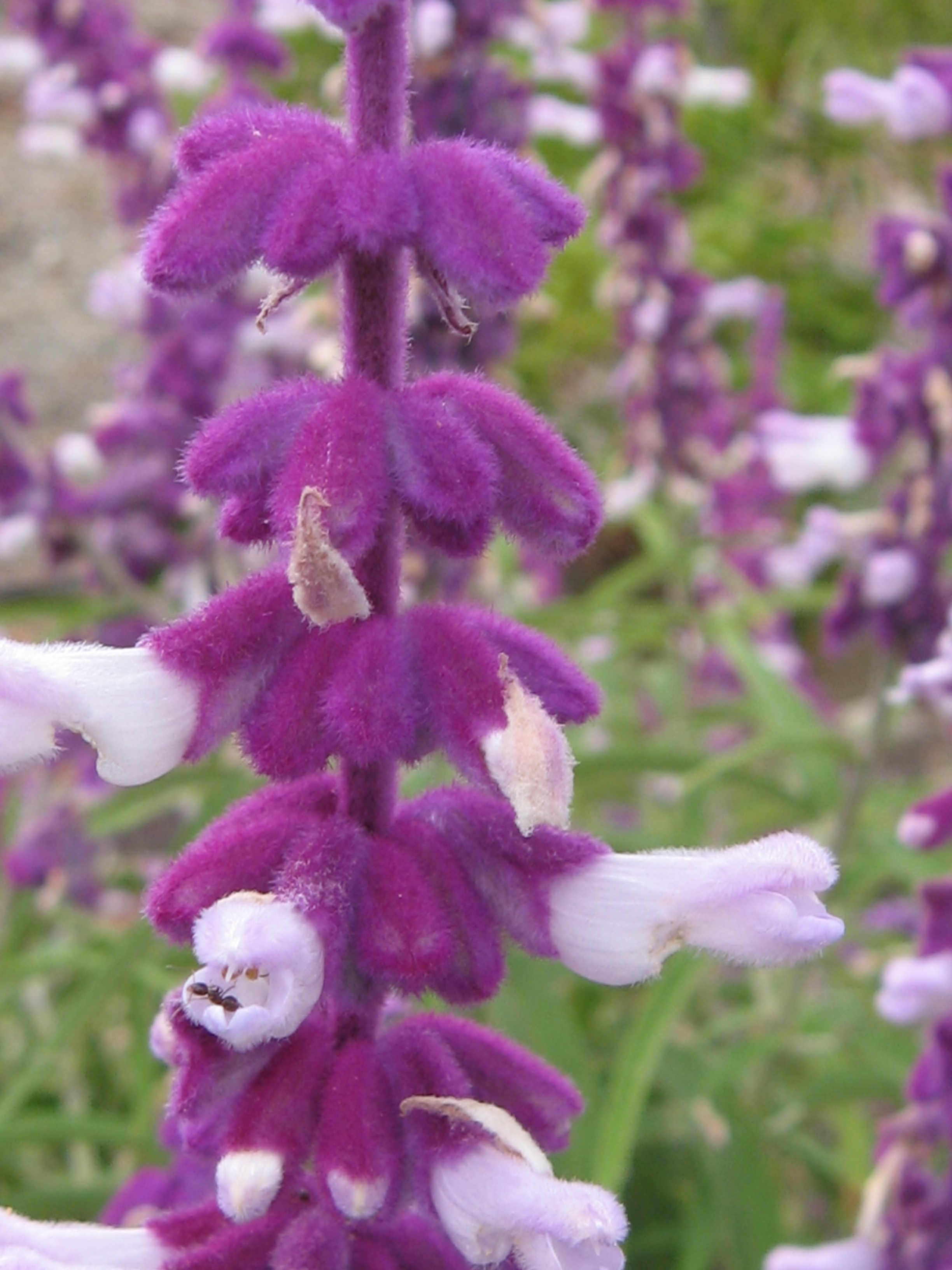
Blüten des Strauchigen Salbeis

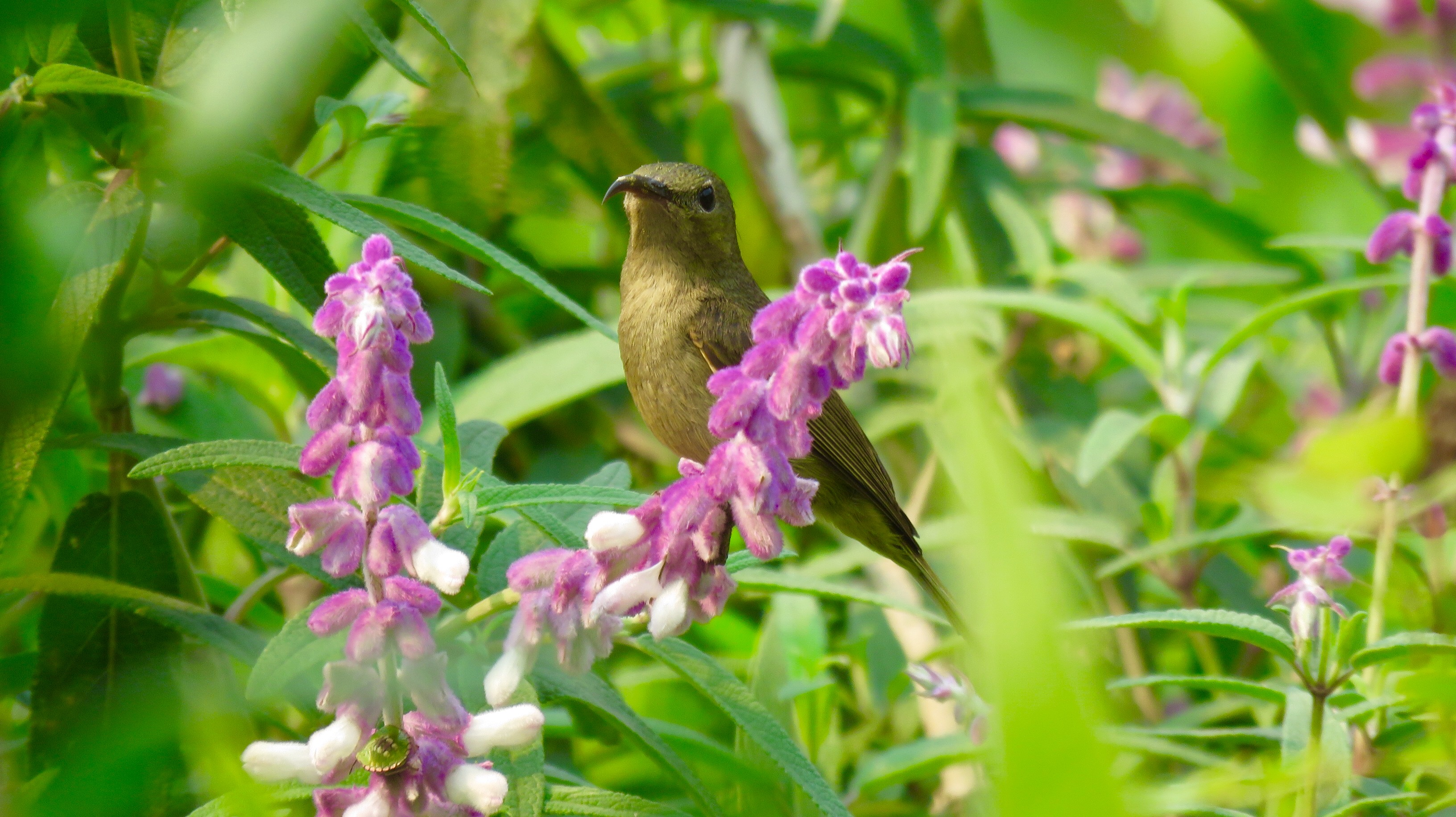
Olivnektarvogel (Cyanomitra olivacea) auf Strauchigem Salbei

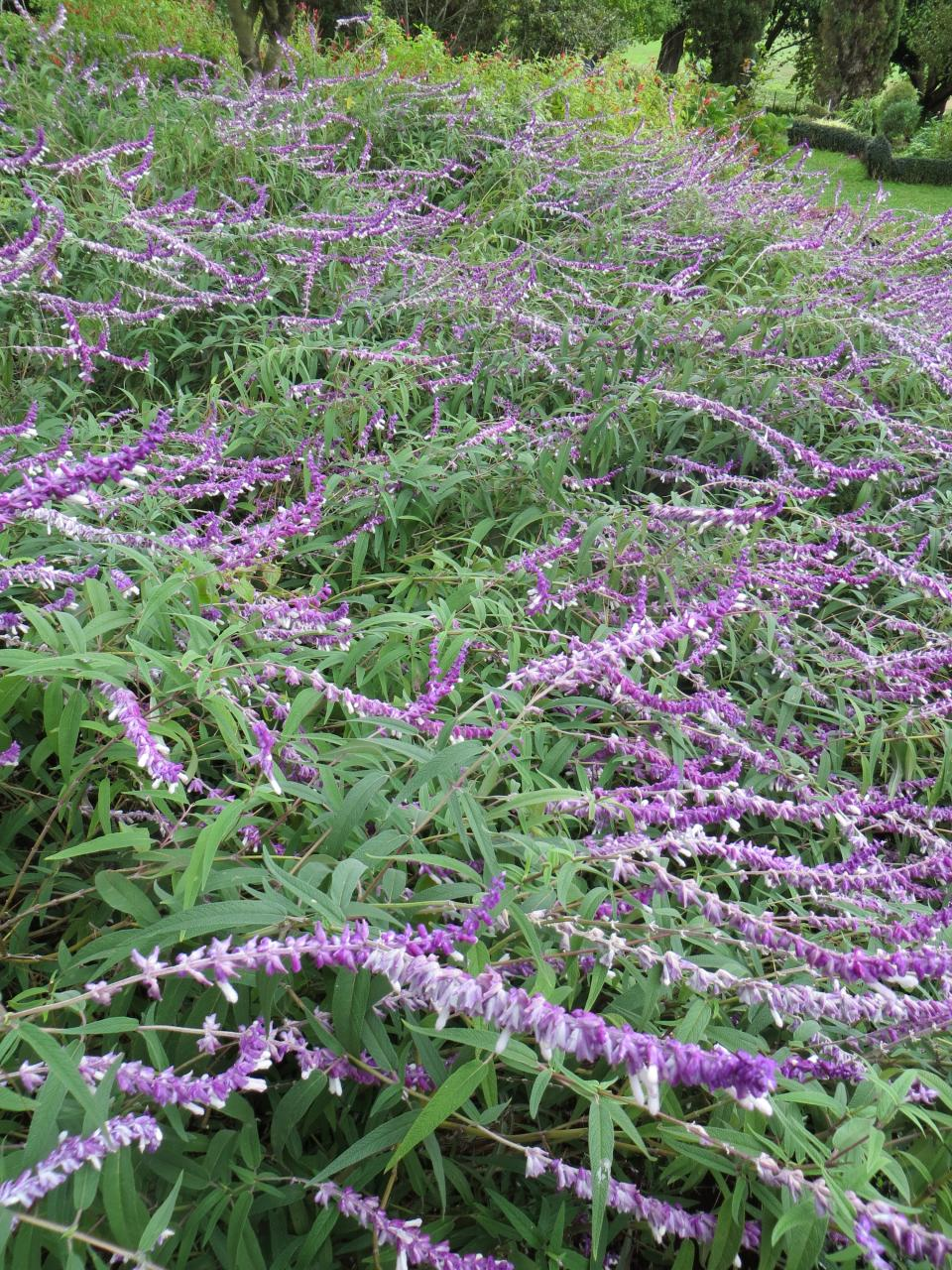
Habitus des Strauchigen Salbeis

### Vegetative Merkmale
Der Strauchige Salbei wächst als ausdauernder, buschiger, immergrüner Halbstrauch mit zahlreichen, bogig überhängenden, bis 130 Zentimeter hohen, locker verzweigten, weißlich behaarten Stängeln, die oben oft violett gefärbt sind. Die einfachen, kurz gestielten, bis 10 Zentimeter langen und 2 Zentimeter breiten, unterseits weiß-filzig behaarten, spitzen Laubblätter haben eine länglich lanzettliche Spreite, eine runzelige, graugrüne Oberfläche und einen fein gezähnten Spreitenrand. Sie duften herb-aromatisch nach Schwarzer Johannisbeere.

### Generative Merkmale
Der end- oder seitenständige, bis 30 Zentimeter lange Blütenstand ist eine aufrechte, lockere, mehr oder weniger einseitswendige Traube mit Scheinquirlen aus jeweils 2 bis 8 kurz gestielten Blüten mit doppelter Blütenhülle. Auffällig ist die samtig-pelzige Behaarung aller Blütenteile. Die kleinen, lanzettlichen Hüllblätter fallen frühzeitig ab. Der verwachsene, zweilippige, röhrige bis glockige, 8 bis 12 Millimeter lange Blütenkelch ist weiß bis violett behaart. Die 16 bis 20 Millimeter lange, weiße, blassrosa oder violette Blütenkrone ist zu einer 13 bis 17 Millimeter langen Blütenröhre verwachsen und endet zweilippig. Die 3 bis 6 Millimeter lange, seitlich gewölbte obere Kronlippe ist gerade nach vorn gestreckt. Die dreilappige, länglich schalenförmige untere Kronlippe ist meist etwas länger als die obere Kronlippe. Die Blütezeit reicht von August bis November. Es werden kleine Klausenfrüchte gebildet.

### Chromosomensatz
Die Chromosomengrundzahl ist x = 11. Es liegt Diploidie vor, also 2n = 22.

## Ökologie
Die Blüten des Strauchigen Salbeis sind ornithophil, werden also von Vögeln bestäubt. Das zeigt sich vor allem an der schalenförmig verwachsenen unteren Kronlippe, die die Blütenröhre verlängert und mit dem nach oben gewölbten Rand Insekten den Zugang zum Nektar erschwert. Die Blüten sind insbesondere für Kolibris und Nektarvögel attraktiv, ziehen aber auch Bienen und Schmetterlinge an.

## Vorkommen
Der Strauchige Salbei ist in subtropischen Gebirgsregionen der mittelamerikanischen Länder Mexiko, Honduras, El Salvador, Costa Rica und Panama beheimatet und besiedelt dort sonnige Waldränder und lichte Berg-Nadelwälder in Höhenlagen von 700 bis 3400 Metern auf basenreichen, mäßig nährstoffreichen Mineralböden. Die natürlichen Standorte sind mäßig trocken bis frisch ohne größere sommerliche Trockenheit. Die Pflanze gilt in vielen anderen Ländern als eingebürgert, beispielsweise in Kolumbien, Venezuela, und Bolivien, in den ostafrikanischen Ländern Äthiopien, Kenia, Tansania, Uganda sowie auf Madeira und den Kanarischen Inseln.

## Verwendung
Der Strauchige Salbei eignet sich gut als Zierpflanze für geschützte, vollsonnige Plätze in weitläufigen Sommerrabatten und Staudenanlagen, auch in Kombination mit anderen großen Salbeiarten wie dem rot blühenden Gedrängten Salbei. In mediterranen Gärten kommt der Strauchige Salbei besonders gut in Blumenkübeln zur Geltung, beispielsweise neben Bitterorangen, Olivenbäumen, Rosmarin und Lavendel. Die Pflanze benötigt viel Wärme, volle Sonne und durchlässige, mäßig nahrhafte Erde, die idealerweise wasserhaltende Schotter- und Lavaanteile hat. Der Salbei ist nur wenig winterhart bis −4 °C (Zone 9b) und sollte daher frostfrei in einem hellen, kühlen Raum überwintert werden. Der Salbei eignet sich sehr gut als Schnittblume und behält auch getrocknet seine Farben.
Im Gartenbau werden statt der Wildform mit blassen Blütenständen meist Sorten mit intensiver gefärbten Blüten kultiviert, beispielsweise 'Midnight' und 'Purple Velvet' (Höhe 100 bis 130 Zentimeter, Kelch tiefviolett, Krone weiß bis hellviolett), 'Santa Barbara' (Höhe 60 Zentimeter, Kelch und Krone violett), 'Velour Pink' (Höhe 120 Zentimeter, silberweißer Kelch, rosa Krone). Bei der Sorte Salvia 'Anthony Parker' (Höhe 150 Zentimeter, indigoblaue Blüten) handelt es sich wahrscheinlich um eine Hybride aus Salvia leucantha 'Midnight' × Salvia elegans.

## Systematik
Die Erstveröffentlichung von Salvia leucantha erfolgte 1791 durch Antonio José Cavanilles in Icones et descriptiones plantarum, Band I, S. 16. Der artspezifische Namensteil leucantha bedeutet „weißblütig“ und bezieht sich hier auf die pelzig weiß-behaarten Blüten der Wildform. Salvia leucantha wird der Salvia-Untergattung Calosphace zugeordnet. Diese besteht aus fast 500 in Amerika beheimateten Arten, mit Zentren der Artenvielfalt in Mexiko, in der Andenregion, im Süden Brasiliens und in Argentinien.